# 松平近鎮
松平 近鎮（まつだいら ちかやす、正保2年（1645年） - 正徳6年2月22日（1716年3月15日））は江戸時代前期から中期の旗本。大給松平家の分家・松平大学家の祖。初名は昭利。通称は傳二郎、左門、織部、大学。官位は従五位下、大学頭、主計頭。府内藩主・松平忠昭の次男。母は酒井忠正の娘。妻は皆川秀隆の娘。子に近数、養子に近苗（松平近陳三男）、近敏（松平近任長男）がいる。
明暦2年（1656年）8月5日、将軍徳川家綱に御目見し、万治元年（1658年）9月7日、中奥勤めとなる。寛文2年（1662年）2月15日より中奥番を務め、寛文6年（1666年）12月28日に従五位下大学頭に叙任される。延宝4年（1676年）3月27日、父・忠昭の所領から、豊後国大分郡の1000石と新墾の500石を分与される。天和2年（1682年）6月3日に小姓組番頭、天和3年（1683年）閏5月9日に大番頭となり、武蔵国埼玉郡で1000石を加えられ、所領が2500石となる。元禄3年（1690年）5月11日に職を辞して寄合に列し、元禄10年（1697年）6月10日より留守居を務める。正徳5年（1715年）5月27日に老齢のため職を辞し、翌正徳6年（1716年）2月22日に72歳で死去。法名は光圓。墓所は寛永寺の子院・津梁院。